# 용인강남학교
용인강남학교(龍仁江南學校, Yongin Kangnam School)는 경기도 용인시 기흥구에 있는 사립 특수학교이다. 강남대학교 캠퍼스 내에 위치해 있다. 유치원 과정과 고등학교 과정이 모두 편제되어 있다.

## 연혁
- 2011년 3월 1일: 개교